# 庫房穴
庫房穴是属于足陽明胃經的腧穴。

## 定位
第1肋间隙，距前正中线4寸。

## 主治
咳喘、胸痛等。

## 操作
沿肋間隙向外斜刺0.5～0.8寸；可灸。